# Forgách-kastély (Szécsény)
A Forgách-kastély Szécsényben, a település központi részén, a Vár téren található (Ady Endre u. 7.).
A kastély a magyar vidéki barokk építészet értékes emléke. Az épület előzménye, a középkori várkastély 1456-ban már állt. A mai barokk kastélyt a Forgách család 1753–1763 táján építtette. 
A francia háború idején ideiglenesen katonai kórháznak használták. Forgách Zsigmondot 1602-ben, a tizenöt éves háború alatt nevezték ki a szécsényi végvár kapitányává. Ezzel együtt ő lett a település földesura is. A későbbi években ő és utódai több környékbeli birtokot szereztek meg. Az uradalom 1846-ig maradt a család kezén, akkor Pulszky Ferenc vette meg Szécsényt a kastéllyal együtt. (Pulszky az 1848–49-es események alatt pénzügyi majd külügyi államtitkár volt, azután londoni követ. A szabadságharc bukása után emigrációba kényszerült, s csak 1867 után települhetett haza. Több évig Szécsényben élt.) Később a Grósz, végül pedig a 20. században a Lipthay családé volt a kastély. Pulszky Ferenc örököseitől 1903-ban Grósz Jenő vásárolta meg, majd 1943-ban báró Lipthay Béla. A második világháború idején egy időben szovjet hadikórház is működött az emeleten: ekkor a visszaemlékezések szerint a dísztermet használták műtőként. 
Utolsó tulajdonosa, báró Kisfaludi Lipthay Béla jelképes összegért adta el a magyar államnak. 
A tulajdonosi jogokat a Kincstári Vagyoni Igazgatóság gyakorolja. Kiemelt műemlék. Altalaja és környezete régészeti védést is kapott. Parkja, amelyet az 1800-as évek környékén létesítettek 1975 óta természetvédelmi terület. Első helyreállítása a hetvenes években zajlott. 1973-tól közgyűjteményi funkciót lát el. A 19. századi neves politikus, régész és természettudós Kubinyi Ferenc nevét viselő múzeum Nógrád vármegye régészeti, történeti emlékeit gyűjti. A kastély 2005-ös teljes felújítása óta a Kubinyi Ferenc Múzeumnak ad otthont.